# Ginifer King
Ginifer King es una actriz estadounidense. Es más conocida por interpretar el papel de Michelle Hathaway en la comedia de situación The Haunted Hathaways.

## Filmografía
- I love Shopping (2009)
- Struck by Lightning (2012)
- The Haunted Hathaways - serie de televisión (2013-2015)
- The Thundermans - sitcom, 1 episodio (2014)